# گوشه دنج
گوشه دنج (ایتالیایی: L'alcova) یک فیلم درام اِروتیک ایتالیایی به کارگردانی جو داماتو است که در سال ۱۹۸۵ منتشر شد.

## بازیگران
- لی‌لی کاراتی
- آنی بل
- آل کلیور
- لورا خمسر
- نلو پاتزافینی